# Uruçu-preto
Uruçu-preto ou uruçu-capixaba (nome científico: Melipona capixaba) é uma espécie de abelhas eusociais sem ferrão da ordem dos himenópteros e família dos apídeos (Apidae). É endêmica na região montanhosa do estado do Espírito Santo, Brasil, e foi incluída desde 2003 na lista de espécies ameaçadas produzidas pelo Ministério do Meio Ambiente; o único inseto eusocial nesta lista. Em 2005, foi classificado como vulnerável na Lista de Espécies da Fauna Ameaçadas do Espírito Santo; E em 2018, foi listada como em perigo no Livro Vermelho da Fauna Brasileira Ameaçada de Extinção do Instituto Chico Mendes de Conservação da Biodiversidade (ICMbio).

## Etimologia
O nome comum uruçu vem do tupi eiru'su, que na língua indígena significa "grande abelha". Foi construído a partir de e'ira ("mel, que tem mel"), que é uma redução de ei'ruwa ("abelha"), e -u'su (redução de gwa'su, "grande"). Foi registrada em 1817 em uruçú, em 1899 como uruçu e 1946 como urussú.

## Descrição
As operárias de uruçu-preto tem comprimento total de 10,8 milímetros. Distingue-se de outras espécies do gênero por sua cabeça e tórax predominantemente castanho-escuros, mesonoto negro, liso e brilhante com pilosidade fusca, faixas pré-marginais dos tergos metassomáticos quase nulas e desenhos amarelos no clípeo e paraoculares inferiores.

## Habitat e conservação
O uruçu-negro se restringe às formações florestais situadas na região serrana do estado do Espírito Santo em altitudes que variam de 800 a 1 200 metros. Ocorre nos municípios de Afonso Cláudio, Alfredo Chaves, Castelo, Conceição do Castelo, Domingos Martins, Marechal Floriano, Santa Maria de Jetibá, Santa Teresa, Vargem Alta e Venda Nova do Imigrante. Devido ao endemismo e ao pequeno tamanho da população, esta espécie não foi descoberta até 1994, e agora é considerada "vulnerável à extinção". Apesar da sua importância ecológica como agente polinizador, poucos estudos examinaram a ecologia e a biologia desta abelha. É responsável por polinizar orquídeas dentro de sua distribuição. Dado seu endemismo, adaptação local e baixo número de colônias naturais, os esforços para a conservação do uruçu-preto devem se concentrar na preservação e aumentar o número de colônias na natureza, de modo que possa suportar os efeitos do desmatamento do habitat no Espírito Santo.